# Prevalac
Prevalac (Servisch cyrillisch Превалац) is een plaats in de Servische gemeente Vranje. De plaats telt 153 inwoners (2002).